# Regadas
Regadas ist eine Gemeinde im Norden Portugals.
Regadas gehört zum Kreis Fafe im Distrikt Braga, besitzt eine Fläche von 5,9 km² und hat 1537 Einwohner (Stand 19. April 2021).